# Kim Seon-ho
Kim Seon-ho (hangul: 김선호; Seul, Coreia do Sul, 8 de maio de 1986) é um ator sul-coreano. Ele começou sua carreira no palco e apareceu em várias peças antes de fazer sua estreia nas telas em 2017 com Good Manager. Ele ganhou destaque com a série de televisão Start-Up (2020) e ganhou mais reconhecimento por seu papel principal em Hometown Cha-Cha-Cha (2021), que foi ao ar na tvN e Netflix. Em 2021, ele foi escolhido como ator de televisão do ano da Gallup Coreia.

## Primeiros anos e educação
Kim cresceu como filho único em Bongcheon-dong, um bairro de Seul. Ele se descreve como introvertido e inseguro durante sua infância e adolescência, o que atribui a um incidente traumático em sua infância. Durante um assalto em casa, sua mãe foi esfaqueada e Kim escapou por pouco do ataque se escondendo debaixo da cama. Ele superou lentamente esse trauma atuando após se matricular em uma academia de atuação durante o terceiro ano do ensino médio.
Após terminar o ensino médio, Kim estudou no Instituto de Artes de Seul, onde se formou no Departamento de Radiodifusão e Entretenimento. Durante seus estudos, ele ingressou no clube de teatro do campus Theatrical Art Research Society. No clube de teatro, Kim começou a atuar em peças como My Town, The Seagull e Chunpung's Wife.
Kim completou seu alistamento militar obrigatório em 2007, antes de sua estreia como ator. Ele serviu como instrutor assistente no Nonsan Army Training Center e mais tarde passou a trabalhar como funcionário do serviço público. Seu tempo nas forças armadas ampliou sua visão de mundo.

## Carreira

### 2009–2016: Trabalho Teatral
O primeiro papel profissional de Kim foi em New Boeing Boeing (uma adaptação da peça francesa de mesmo nome) em 2009, que ele reprisou em 2013. Em 2012, Kim interpretou o papel de Dr. Watson para a produção coreana da peça de William Gillette, Sherlock Holmes. No final de 2013, Kim atuou como protagonista na peça Words I Couldn't Say for 7 Years, escrita e dirigida por Park Jung-in, no Daehakro Moonlight Theatre. Em março de 2014, Kim reprisou seu papel no Figaro Art Hall em Jung-gu, Ulsan.
Então, no outono do mesmo ano, foi escalado para a 10ª temporada da peça Rooftop House Cat da Aligator Theatre Company. Kim ganhou o papel de protagonista Lee Kyung-min após derrotar cerca de 200 candidatos em uma audição aberta. Então, ele foi reformulado para a 11ª e 12ª temporadas seguintes. Em 2015, ele foi escalado para outro papel-título na peça Purpose of Love da Aligator Theatre Company. Ambas as peças são populares Daehakro (comparável a Off-Broadway) peças de comédia romântica abertas.
Mais tarde, ele expandiu seu repertório com papéis mais sombrios em peças de tiragem limitada produzidas pela Aligator Theatre Company. Em 2015, Kim fez o teste para o papel de Austin no revival coreano do aclamado True West de Sam Shepard , dirigido por Oh Man-seok. Ele foi escalado como Austin com Lee Hyun-wook e Moon Sung-il. Eles atuaram alternadamente ao lado de Jeon Seok-ho, Kim Jun-won e Lee Dae-il, que interpretou o irmão mais velho de Austin, Lee. Segundo o Interpark, a peça ficou em primeiro lugar na venda de ingressos de teatro ao mesmo tempo em que foi aberta a venda de ingressos. Foi apresentada no University Road A Art Hall de 13 de agosto a 1º de novembro. Também em 2015, ele interpretou Valentin na adaptação coreana para o palco da peça de Manuel Puig, Kiss of the Spider Woman, no Art One Theatre, em Seul. Kim obteve um sucesso menor e foi apelidado de ídolo do teatro.
Em 2016, Kim se desafiou a fazer um teste para vários papéis na produção do Teatro Ganda da peça omnibus de John Cariani, Almost, Maine. Kim foi escalado após romper a taxa de competição de 200 a 1 e atuou como parte da segunda equipe em abril de 2012. Também em 2016, Kim fez duas peças consecutivas com a Aligator Theatre Company. Ele reprisou seu papel como Austin na performance coreana da peça True West Return do dramaturgo Sam Shepard. Em seguida, apareceu em 2016 o renascimento da peça de sucesso Closer, de Patrick Marber, ao lado de Bae Seong-woo, Kim So-jin e Park So-dam. Sua energia explosiva no palco lhe rendeu o reconhecimento da crítica. Em novembro de 2016, Kim se juntou à peça Voice of Millenium de Park Dong-wook. A peça foi produzida pela Space to Create, companhia de teatro fundada por Ahn Hyuk-won e Jeon Seok-ho. Dirigido por Park Seon-hee, foi apresentado de 5 de novembro a 31 de dezembro no Dongsoong Art Center Dongsoong Small Theatre.

### 2017–2019: Estreia na televisão

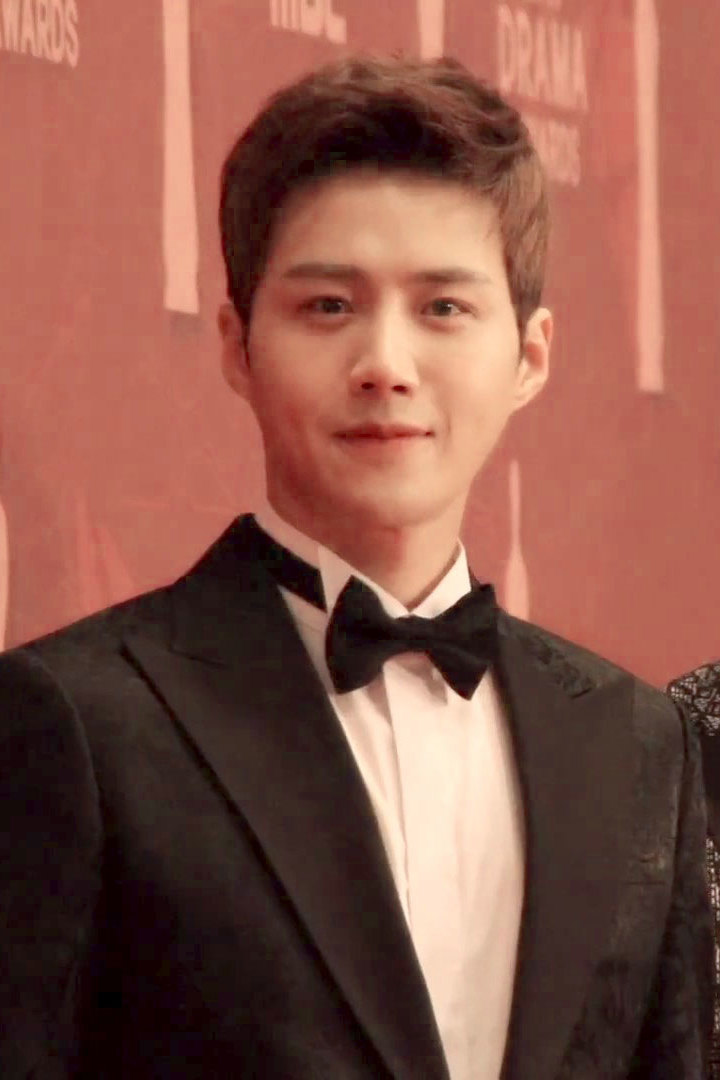
Kim no MBC Drama Awards 2017

Kim fez sua estreia na tela no início de 2017 no drama de escritório da KBS2 Good Manager, após fazer um teste por sugestão do produtor Lee Eun-jin que assistiu sua atuação na peça Closer. O próximo projeto de Kim, Strongest Deliveryman, para o qual ele inicialmente fez um teste para um papel coadjuvante, marcou sua primeira aparição em um papel principal na tela. Ambos os papéis lhe renderam uma indicação ao prêmio de Melhor Novo Ator no KBS Drama Awards de 2017.
Mais tarde, em 2017, Kim estrelou ao lado de Jo Jung-suk e na comédia de ação da MBC Two Cops como um vigarista astuto. Ele originalmente fez o teste para um papel coadjuvante, no entanto, o diretor o atualizou para o segundo papel principal após assistir novamente ao clipe do teste. Por sua atuação, Kim ganhou dois prêmios no MBC Drama Awards de 2017. Enquanto o drama ainda estava no ar, ele reprisou seu papel no palco como Valentin na performance de Kiss of the Spider Woman.
| “ | "Eu descobri desta vez que ele é um ator muito, muito bom. Acho que ele é um ator muito bom, humilde, muito sensato, perspicaz e cheio de emoções. Ele me lembra quando eu era um novato." "Foi uma coisa muito trivial. Está tudo bem quando Seon-ho age. Há momentos em que ele atua com linhas grossas, mas há momentos em que ele divide sua atuação em pequenos detalhes e os prende. Se você deixar as linhas grossas, pode ser chato ou unidimensional, mas ele divide sua atuação e joga isso para outro. Seon-ho tinha algo assim, e acho que estávamos em boa harmonia." | ” |
|   | — Jo Jung-suk, sobre a atuação de Kim Seon-ho em Two Cops (2017) . |   |

Em 2018, Kim interpretou o papel principal de um pintor no drama especial You Drive Me Crazy, que teve uma transmissão de quatro episódios em maio. Em abril, também estrelou o drama histórico 100 Days My Prince, como Jung Jae-yoon, um yangban esperto com status inferior como filho ilegítimo de uma concubina, que também sofre de prosopagnosia. Foi seu primeiro drama histórico e de pré-produção, que também se tornou uma das séries de maior audiência na história da televisão a cabo coreana. Em setembro daquele ano, Kim ingressou na S.A.L.T. Entertainment após o término de seu contrato com a Aligator Theatre Company.
Em março de 2019, Kim interpretou uma aspirante a cantora na série de comédia JTBC Welcome to Waikiki 2. Kim com Shin Hyun-soo, Ahn So-hee, Moon Ga-young e Kim Ye-won juntaram-se a Lee Yi-kyung desde a primeira temporada. Em outubro do mesmo ano, ele estrelou o drama policial investigativo da tvN Catch the Ghost ao lado da atriz veterana Moon Geun-young, em seu segundo papel principal em uma série completa após Welcome to Waikiki 2. Em 5 de novembro, Kim se juntou ao elenco na quarta temporada do reality show KBS2 2 Days & 1 Night; ele recebeu o Rookie Award no 2020 KBS Entertainment Awards por seu trabalho no programa.
Em seu projeto final de 2019, Kim apareceu na peça Memory in Dream [sic]. Ele provou novamente seu poder de venda de ingressos. Cinco minutos após a abertura da bilheteria, todos os ingressos para os episódios em que ele apareceu, na primeira, segunda e terceira rodadas, estavam esgotados. Kim realizou um total de 33 apresentações e registrou uma audiência cumulativa de cerca de 4.700 espectadores de teatro.

### 2020–presente: Sucesso mainstream e de volta ao teatro
Kim voltou à telinha em outubro de 2020 no drama da tvN Start-Up. Seu retrato de um investidor iniciante com um passado trágico foi bem recebido pelos telespectadores e lhe rendeu uma indicação para o Prêmio Baeksang Arts de Melhor Ator Coadjuvante — Televisão. Durante a exibição de Start-Up, Kim liderou o índice mensal de classificação de reputação da marca pelo Korean Business Research Institute e experimentou um aumento na popularidade nacional e internacionalmente. 
Ele voltou ao teatro em janeiro de 2021 na peça Ice, de Jang Jin, na qual interpretou um detetive tentando incriminar um jovem em um caso de assassinato. A peça foi apresentada no S Theatre, Sejong Center for the Performing Arts. Foi relatado que, ao mesmo tempo que a data de abertura dos ingressos, todas as apresentações de Kim Seon-ho estavam esgotadas.
| “ | Na atuação no palco, podemos interagir com o público ao vivo, para que saibamos sua resposta imediatamente. Acho que o público contribui para a peça também porque sua risada, ou mesmo o som de sua respiração, instiga nosso próximo movimento ou nos estimula a fazer algo mais. Foi um sentimento de êxtase que não posso esquecer. | ” |
|   | — Kim Seon-ho sobre por que ele ama teatro, Elle Singapore Interview . |   |

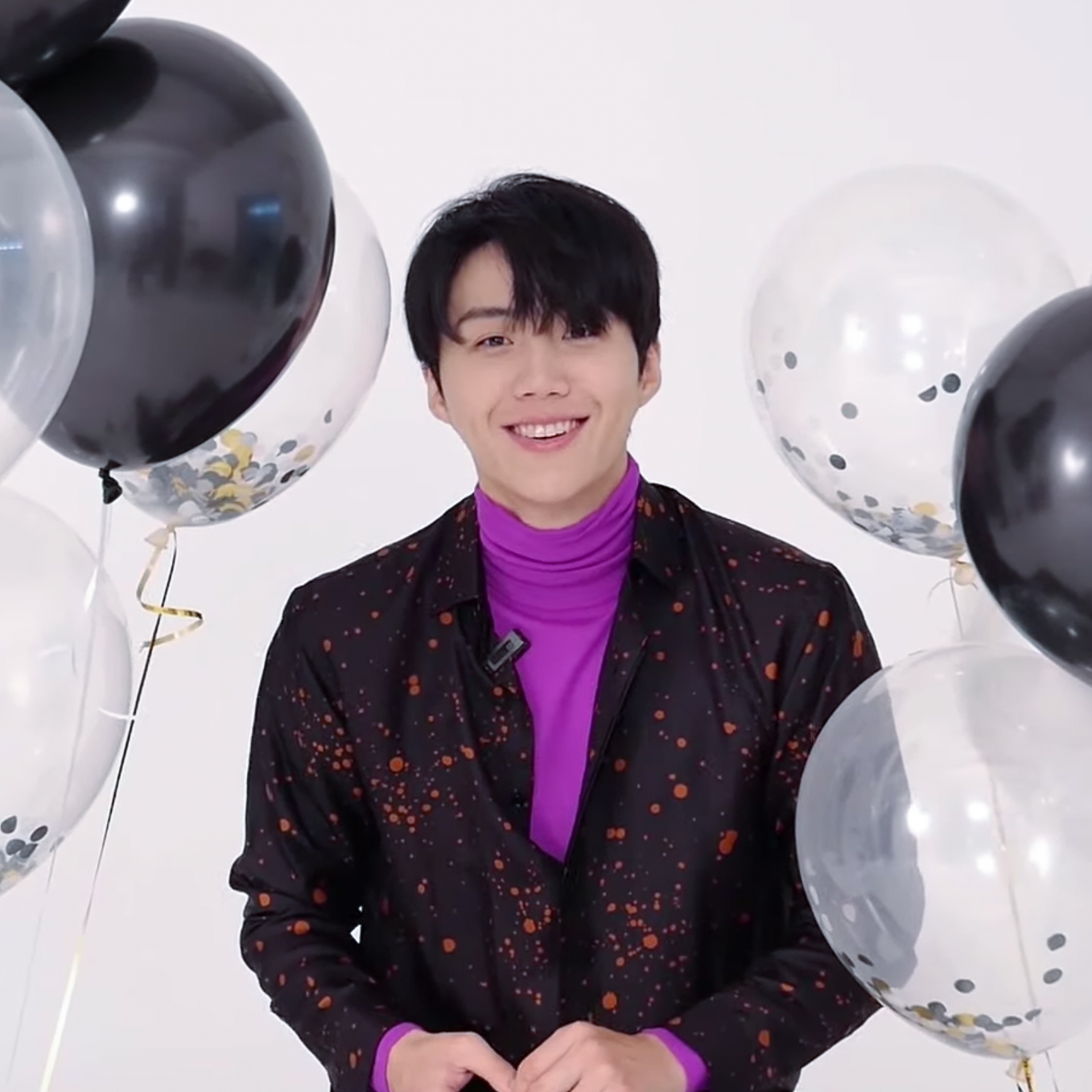
Kim Seon-ho em 2020

Kim colaborou com Epitone Project para lançar o single "Reason" em 8 de maio de 2021, que cantou e co-escreveu, tendo aparecido anteriormente no videoclipe deste último. Foi um presente surpresa que Kim preparou para seus fãs, expressando seus sentimentos através da letra e do videoclipe. Em 16 de maio de 2021, Kim reprisou seu papel como detetive Lee Jong-ryeol, contracenando com o ator veterano Jung Woong-in, na peça especial Ice, como segunda apresentação de "2021 Play Ten Thousand Won Series", no Seongnam Arts Center.
Em agosto de 2021, ele estrelou o drama da tvN Hometown Cha-Cha-Cha ao lado de Shin Min-a, onde interpretou um trabalhador braçal oficialmente desempregado, mas versátil, em uma vila costeira de Gongjin. Exibido na tvN e Netflix, a série foi um sucesso nacional e internacional com audiência chegando a 13,322% e se tornou uma das séries de televisão de maior audiência na história da televisão a cabo coreana. Em setembro de 2021, durante a exibição de Hometown Cha-Cha-Cha, Kim mais uma vez liderou o índice de classificação de reputação de marca do Korean Business Research Institute. De acordo com a Good Data Corporation, Kim liderou a categoria de ator na atualidade da TV da 3ª semana de agosto à 4ª semana de setembro, da 1ª à 2ª semana de outubro e ficou em segundo lugar na 5ª semana de setembro de 2021.
Em dezembro de 2021, ele ficou em primeiro lugar no prêmio de ator de televisão do ano da Gallup Korea. Ele também começou a filmar seu primeiro longa-metragem de estreia, dirigido por Park Hoon-jung, The Childe. A primeira leitura do roteiro foi realizada em 3 de dezembro de 2021 e a fotografia principal começou em 10 de dezembro de 2021. Kim partiu para a Tailândia em 31 de março de 2022, para as filmagens do filme.
Em maio de 2022, foi anunciado que Kim retornará ao teatro com a terceira obra do The 9th Best Plays Festival, peça Touching the Void de David Greig. É baseado na história real da sobrevivência de dois alpinistas britânicos, Joe Simpson e Simon Yates. Kim foi elenco triplo com Shin Sung-min e Lee Hwi-jong para o papel de Joe Simpson. A estreia coreana, dirigida por Kim Dong-yeon, foi apresentada no Art One Theatre 2 em Daehangno de 8 de julho a 18 de setembro de 2022. O Interpark informou que os ingressos para as apresentações de Kim em um teatro de 250 lugares estavam esgotados. Mais tarde, Kim doou o valor total de sua taxa de teatro. Kim recebeu uma indicação de Melhor Ator em uma peça no Interpark Golden Ticket Awards por sua atuação em abril de 2023.
Em janeiro de 2023, a distribuidora de filmes Acemaker Movieworks afirmou que a fotografia principal de Tyrant começou em 2 de janeiro. Kim estrelou ao lado de Cha Seung-won e Kim Kang-woo em um filme de ação neo-noir dirigido por Park Hoon-jung.

## Imagem pública
Em 17 de outubro de 2021, uma mulher que afirmava ser a ex-namorada do “Ator K” (mais tarde revelou ser Kim) fez alegações em um fórum coreano na Internet de que o ator a havia coagido a fazer um aborto enquanto os dois estavam namorando. Em 20 de outubro de 2021, ele emitiu um vago pedido de desculpas público através de sua agência. Como as alegações da ex-namorada chamaram a atenção do público, algumas empresas como a Domino's Pizza rapidamente retiraram seus anúncios com Kim. Kim deixou de ser um membro permanente do elenco do programa de variedades da KBS 2 Days & 1 Night, e, posteriormente, retirou-se dos projetos cinematográficos Dog Days e da comédia romântica de Lee Sang-geun, 2 O'clock Date.
Em 20 de outubro de 2021, a ex-namorada de Kim emitiu um novo comunicado, afirmando que havia alguns mal-entendidos entre eles. Ela também se desculpou por causar danos não intencionais. Em 26 de outubro de 2021, um meio de comunicação coreano públicou novas evidências desafiando as acusações da ex-namorada de Kim, citando fontes de conhecidos próximos de Kim e de sua ex-namorada. Capturas de tela de conversas em chat de conhecidos revelaram que foi a ex-namorada quem sugeriu o aborto, ao contrário do que ela afirma. O casal se separou cerca de um ano depois, devido a circunstâncias questionáveis em torno da vida pessoal da ex-namorada. Testemunhos de conhecidos de Kim e de sua ex-namorada continuaram a vir à tona, refutando várias afirmações feitas anteriormente pela ex-namorada. Seguindo os novos relatórios, a maioria das empresas começou a retomar os anúncios com Kim. A equipe de produção do filme Sad Tropics também anunciou sua decisão de prosseguir com seu projeto com Kim como ator principal.
O Desafio da Ascensão do Sorriso
Em 2025 o ator Kim Seon ho fez uma participação no k-drama When life gives you tangerines, interpretando o personagem Park Chung Seop que namorou a personagem Guemmyeong, interpretada pela atriz IU.
A cena memorável tem origem no episódio 13 de Fooled by Bombs. Neste episódio, Park Chung Seop (interpretado por Kim Seon Ho ) vê sua futura noiva, Yang Geum Myeong (interpretada por IU ), pela primeira vez em seu vestido de noiva.
Tomado pela emoção, ele coloca a mão sobre o coração e fecha os olhos como se estivesse desmaiando. Em seguida, pisca com um sorriso brincalhão para a radiante Geum Myeong, de pé no altar. Essa interação encantadora gerou uma onda de carinho dos fãs.
A cena encantadora de seu drama recente deu início ao #KimSeonhoSmileChallenge, essa cena repercutiu muito na internet e após o k-drama ser finalizado, a cena viralizou no aplicativo chinês Weibo e artistas chineses replicaram a cena, iniciando assim uma tendência no TikTok e no Instagram.

## Filantropia
Em 27 de janeiro de 2021, sua agência S.A.L.T. Entertainment confirmou que doou 100 milhões de won (aproximadamente $ 90.300) para a Korea Childhood Leukemia Foundation. Sua agência declarou: "Em troca do apoio e amor que recebeu de muitas pessoas, ele doou com a esperança de que pudesse ser uma pequena ajuda para as crianças e suas famílias que estão passando por momentos difíceis". Em setembro de 2021, associou-se a Marco Rojo para o projeto 'Fundo Especial Feijão Feliz' arrecadando dinheiro para melhores condições residenciais para idosos. Três dias após a abertura do fundo em 3 de setembro, a arrecadação ultrapassou 100 milhões de won, superando a meta em 3600%. Em dezembro de 2021, ele doou discretamente 50 milhões de won para a Korea Leukemia Children's Foundation. A doação não foi divulgada, a pedido de Kim Seon-ho. Sua agência também se recusou a comentar e afirmou: "Sabemos que foi feito pessoalmente porque ele queria ajudar".
Em setembro de 2022, Kim doou o valor total de sua taxa de teatro da peça Touching the Void para ajudar as vítimas do tufão Hinnamnor. Kim fez a doação através da Hope Bridge Korea Disaster Relief Association.
Nos dias 10 e 11 de dezembro de 2022, Kim realizou um fanmeeting offline no Salão Daeyang, Universidade Sejong em Seul. Os lucros do encontro de fãs foram planejados para serem doados. Depois, Kim postou uma mensagem em sua mídia social pessoal para expressar sua gratidão aos fãs. Em maio de 2023, que era o aniversário de Kim, o presidente Shin Hee-young da Cruz Vermelha Coreana anunciou que Kim Seon-ho havia doado 100 milhões de won com os lucros de seu fanmeeting para apoiar jovens adultos. Esta doação foi feita em 8 de maio, aniversário de Kim Seon-ho, que também é o Dia Mundial da Cruz Vermelha. Kim decidiu alocar os fundos para esta causa por meio de uma votação de fãs.

## Endossos
Após seu aumento de popularidade em 2020, Kim foi escolhido como o rosto de várias marcas na Coreia do Sul e no Sudeste Asiático. Seus endossos incluíram roupas, eletrônicos, cosméticos, alimentos, comércio eletrônico e muito mais. Algumas das marcas endossadas por Kim alcançaram vendas recordes em 2021; isso foi rotulado como "O Efeito Kim Seon-Ho", atribuído ao seu rápido aumento de popularidade na Coréia e internacionalmente.
No final de maio de 2021, Kim apareceu em um vídeo especial da "2021 P4G Seoul Summit", a primeira cúpula multilateral de meio ambiente da Coreia do Sul. No vídeo, Kim apresenta o projeto de suporte de painel solar da empresa de risco na África. Foi lançado na Naver TV, KakaoTV e YouTube Channel of Korea Blue House.

## Filmografia

### Filme
| Ano          | Título     | Função            | Notas | Ref.    |
| ------------ | ---------- | ----------------- | ----- | ------- |
| 2023         | The Childe | Gwigongja (Nobre) |       | [ 111 ] |
| (A anunciar) | Tyrant     | Diretor Choi      |       | [ 112 ] |

### Séries de televisão
| Anos)        | Título                         | Rede | Função        | Notas                 | Ref.    |
| ------------ | ------------------------------ | ---- | ------------- | --------------------- | ------- |
| 2017         | Good Manager                   | KBS2 | Sun Sang-tae  |                       | [ 113 ] |
| 2017         | Strongest Deliveryman          | KBS2 | Oh Jin-kyu    |                       | [ 114 ] |
| 2017–2018    | Two Cops                       | MBC  | Gong Su-chang |                       | [ 115 ] |
| 2018         | You Drive Me Crazy             | MBC  | Kim Rae-wan   | Drama Especial        | [ 116 ] |
| 2018         | Your House Helper              | KBS2 | Yong-joon     | Episódio 2            | [ 117 ] |
| 2018         | 100 Dias Meu Príncipe          | tvN  | Jung Jae-yoon |                       | [ 118 ] |
| 2018         | Feel Good to Die               | KBS2 | Kim Min-hyuk  | Episódio 4            | [ 119 ] |
| 2019         | Welcome to Waikiki 2           | JTBC | Cha Woo-sik   |                       | [ 120 ] |
| 2019         | Catch the Ghost                | tvN  | Go Ji-seok    |                       | [ 121 ] |
| 2020         | Find Me in Your Memory         | MBC  | Seo Gwang-jin | Episódio 1            | [ 122 ] |
| 2020         | Start-Up                       | tvN  | Han Ji-pyeong |                       | [ 52 ]  |
| 2021         | Run On                         | JTBC | Kim Sang-ho   | Episódio 16           | [ 123 ] |
| 2021         | Hometown Cha-Cha-Cha           | tvN  | Hong Doo-sik  |                       | [ 124 ] |
| (a anunciar) | Mangnaein                      |      |               |                       |         |
| (a anunciar) | Can You Translate This Love?   |      |               |                       |         |
| (a anunciar) | When Life Gives You Tangerines |      |               | Participação especial |         |

### Reality show
| Ano(s)    | Título             | rede | Notas                                        | Ref.    |
| --------- | ------------------ | ---- | -------------------------------------------- | ------- |
| 2019–2021 | 2 Days & 1 Night   | KBS2 | Elenco Principal; Temporada 4 Episódios 1–95 | [ 125 ] |
| 2020      | MBC Gayo Daejejeon | MBC  | Anfitrião (com Im Yoon-ah & Jang Sung-kyu)   | [ 126 ] |

### Videoclipe
| Ano  | Título                           | Artista(s)      | Ref.    |
| ---- | -------------------------------- | --------------- | ------- |
| 2020 | "Sleepless" (Vocal por Younha)   | Epitone Project | [ 127 ] |
| 2021 | "Reason" (Vocal por Kim Seon-ho) | Epitone Project | [ 128 ] |

## Teatro
| Ano(s)    | Título                           | Função                    | Local                                        | Ref.    |
| --------- | -------------------------------- | ------------------------- | -------------------------------------------- | ------- |
| 2009      | New Boeing Boeing                | Sung-ki                   | Daehakro Doore Hall 3                        | [ 6 ]   |
| 2010      | Rooftop House Cat                | Lee Kyung-min             | Daehakro Tintin Hall                         | [ 6 ]   |
| 2012      | Sherlock                         | Dr. Watson                | Sunset Small Theater                         | [ 129 ] |
| 2013–2014 | Words I Coundn't Say for 7 Years | In-ho                     | Daehakro Moonlight Theater                   | [ 130 ] |
| 2013–2014 | New Boeing Boeing                | Sung-ki                   | Megapolis Art Hall                           |         |
| 2014–2016 | Rooftop House Cat                | Lee Kyung-min             | Daehakro Tintin Hall                         | [ 131 ] |
| 2015      | Goal of Love                     | Choi Ji-sung              | A Art Hall                                   | [ 132 ] |
| 2015      | True West                        | Austin                    | A Art Hall                                   | [ 133 ] |
| 2015      | Hoy! Style Magazine Show         |                           | Jangcheon Hall, Gwanglim Art Center          |         |
| 2015–2016 | Kiss of the Spider Woman         | Valentin                  |                                              | [ 134 ] |
| 2016      | Almost, Maine                    | East, Lendall, Chad, Dave | Sangmyung Art Hall 1                         | [ 135 ] |
| 2016      | True West Returns                | Austin                    | Yegreen Theater                              | [ 136 ] |
| 2016      | Closer                           | Dan                       | Yegreen Theater                              | [ 137 ] |
| 2016      | Voice of Millennium              | Hyung-seok                | Dongsung Art Center Small Theater            | [ 138 ] |
| 2017–2018 | Kiss of the Spider Woman         | Valentin                  | Art One Theater 2                            | [ 139 ] |
| 2019–2020 | Memory in dream                  | Eden                      | Haeoreum Arts Theater                        | [ 140 ] |
| 2021      | Ice                              | Detective 2               | Sejong Center S Theater Seongnam Arts Center | [ 141 ] |
| 2022      | Touching the Void                | Joe                       | Art One Theatre 2                            | [ 142 ] |
| 2023-2024 | Realise Happiness                | Kim Woojin                |                                              |         |

### Talk Show
| Ano(s) | Título                                                          | Função                                   | Local                                      | Ref.    |
| ------ | --------------------------------------------------------------- | ---------------------------------------- | ------------------------------------------ | ------- |
| 2012   | Mozart e 14 pessoas, o som de 13 segundos para a terra do norte | Ator no segmento de ópera (Papel Fígaro) | A O Museu do Design                        | [ 143 ] |
| 2015   | Hoy! Show de Revista Estilo                                     | Palestrante                              | Jangcheon Hall, Centro de Arte de Gwanglim | [ 144 ] |

## Discografia

### Músicas
| Título                                                                                    | Ano  | gráfico de pico posições KOR Hot | Álbum                    | Notas         |
| ----------------------------------------------------------------------------------------- | ---- | -------------------------------- | ------------------------ | ------------- |
| "Waikiki (Atores Ver..)" (com Lee Yi-kyung, Shin Hyun-soo)                                | 2019 | —                                | Welcome to Waikiki 2 OST |               |
| "Reason" (너라는 이유) ( Epitone Project; Vocal por Kim Seon-ho)                          | 2021 | 89                               | Single sem álbum         | - Co-escritor |
| "—" denota uma gravação que não entrou nas paradas ou não foi lançada naquele território. |      |                                  |                          |               |

## Reunião de fãs
| Data                    | Cidade  | País/Região | Título | Local                                    | Ref.                    |
| ----------------------- | ------- | ----------- | --- | ---------------------------------------- | ----------------------- |
| 10 de dezembro de 2022  | Seul    |             | Reunião de fãs Kim Seon-ho 2022: um, dois, três, sorriso (em inglês)2022 Kim Seon-ho Fanmeeting: One, Two, Three, Smile | Daeyang Hall, Universidade Sejong        | [ 147 ]                 |
| 11 de dezembro de 2022  | Seul    | [ 148 ]     | Reunião de fãs Kim Seon-ho 2022: um, dois, três, sorriso (em inglês)2022 Kim Seon-ho Fanmeeting: One, Two, Three, Smile | Daeyang Hall, Universidade Sejong        |                         |
| 22 de janeiro de 2023   | Manila  |             | 2023 Kim Seon-ho Asia Tour: Um, Dois, Três, Sorriso (em inglês)2023 Kim Seon-ho Asia Tour: One, Two, Three, Smile       | SM Mall of Asia Arena                    | [ 149 ] [ 150 ] [ 151 ] |
| 11 de fevereiro de 2023 | Bangkok |             | 2023 Kim Seon-ho Asia Tour: Um, Dois, Três, Sorriso (em inglês)2023 Kim Seon-ho Asia Tour: One, Two, Three, Smile       | Queen Sirikit National Convention Center | [ 149 ]                 |
| 12 de fevereiro de 2023 | Bangkok | [ 149 ]     | 2023 Kim Seon-ho Asia Tour: Um, Dois, Três, Sorriso (em inglês)2023 Kim Seon-ho Asia Tour: One, Two, Three, Smile       | Queen Sirikit National Convention Center |                         |

## Prêmios e indicações
| Prêmio                           | Anos | Categoria                                                       | Trabalho                           | Resultado | Ref.            |
| -------------------------------- | ---- | --------------------------------------------------------------- | ---------------------------------- | --------- | --------------- |
| Asia Artist Awards               | 2020 | Prêmio de popularidade - ator                                   | Kim Seon-ho                        | Indicado  | [ 152 ]         |
| Asia Artist Awards               | 2020 | Prêmio de Melhor Emotivo - Ator                                 | Kim Seon-ho                        | Venceu    | [ 153 ]         |
| Asia Artist Awards               | 2021 | Prêmio de popularidade RET - Ator                               | Kim Seon-ho                        | Venceu    | [ 154 ] [ 155 ] |
| Asia Artist Awards               | 2021 | Prêmio de popularidade U+Idol Live – Ator                       | Kim Seon-ho                        | Venceu    | [ 156 ]         |
| Asia Model Festival              | 2020 | Prêmio Model Star                                               | Kim Seon-ho                        | Venceu    | [ 158 ]         |
| Baeksang Arts Awards             | 2021 | Melhor Ator Coadjuvante - Televisão                             | Start-Up                           | Indicado  | [ 54 ]          |
| Baeksang Arts Awards             | 2021 | Ator Mais Popular                                               | Kim Seon-ho                        | Venceu    | [ 159 ]         |
| Brand Customer Loyalty Awards    | 2021 | Ícone de tendência – ator                                       | Kim Seon-ho                        | Venceu    | [ 161 ]         |
| Brand Customer Loyalty Awards    | 2021 | Multitainer Masculino                                           | Kim Seon-ho                        | Venceu    | [ 161 ]         |
| KBS Drama Awards                 | 2017 | Melhor Ator Revelação                                           | Strongest Deliveryman/Good Manager | Indicado  | [ 162 ]         |
| KBS Entertainment Awards         | 2020 | Rookie Award – Categoria Show/Variedade                         | 2 Days & 1 Night                   | Venceu    | [ 163 ]         |
| Korea Broadcasting Awards        | 2021 | Prêmio de Popularidade – Entertainer                            | 2 Days & 1 Night                   | Venceu    | [ 164 ]         |
| MBC Drama Awards                 | 2017 | Prêmio de Excelência, Ator em um drama de segunda a terça-feira | Two Cops                           | Venceu    | [ 165 ]         |
| MBC Drama Awards                 | 2017 | Melhor Ator Revelação                                           | Two Cops                           | Venceu    | [ 165 ]         |
| MBC Drama Awards                 | 2017 | Melhor Personagem de Quadrinhos                                 | Two Cops                           | Indicado  | [ 166 ]         |
| Seoul International Drama Awards | 2021 | Personagem do Ano                                               | Han Ji-pyeong (Start-Up)           | Venceu    | [ 167 ]         |
| Seoul International Drama Awards | 2022 | Melhor ator coreano                                             | Hometown Cha-Cha-Cha               | Venceu    | [ 168 ] [ 169 ] |
| Buil Film Awards                 | 2023 | Melhor Novo Ator                                                | The Childe                         | Venceu    |                 |
| Blue Dragon Film Awards          | 2023 | Prêmio de Popularidade                                          | Kim Seon-ho                        | Venceu    |                 |

### Listicles
| Editora      | Ano  | Listicle                                                              | Colocação | Ref.    |
| ------------ | ---- | --------------------------------------------------------------------- | --------- | ------- |
| Cine 21      | 2020 | Atores que liderarão a indústria coreana de conteúdo de vídeo em 2021 | 3º        | [ 170 ] |
| Forbes       | 2021 | Forbes Korea Power Celebrity                                          | 31º       | [ 171 ] |
| Joy News 24  | 2021 | Melhor ator do ano                                                    | 4º        | [ 172 ] |
| Gallup Korea | 2021 | Ator do Ano da Gallup Korea                                           | 1º        | [ 173 ] |
| Gallup Korea | 2022 | Ator do Ano da Gallup Korea                                           | 20º       | [ 174 ] |